# RightFax
O RightFax é um servidor de fax internacional da empresa canadense Open Text que combina fax, e-mail e Internet. Este software vem sendo utilizado por diversas empresas brasileiras, principalmente na área financeira, devido ao fax ainda ser um dos veículos de comunicação mais utilizado para a troca eletrônica de documentos.  
A arquitetura do servidor permite a transmissão e recepção de fax pelo computador. A base de dados centralizada no servidor permite ainda que os fax sejam reeditados, impressos, encaminhados ou redirecionados. 
Dentre outras características do software, o RightFax permite, em tempo real, a notificação e status da chegada de novos fax, transmissões com sucesso ou abandono do fax por tentativas falhas. 
O cliente RightFax roda em Windows 2000, Windows XP e Windows Vista, porém não roda em Linux.

## Ligações Externas
- Open Text/Captaris - Site da Fabricante.

- Telemikro[ligação inativa] - Site da revendedora exclusiva no Brasil.